# Cayan Tower
De Cayan Tower, voor de opening bekend als Infinity Tower, is een wolkenkrabber die gerealiseerd wordt door het bedrijf Palma Real Estate in Dubai in de Verenigde Arabische Emiraten.
De constructie van het 330 meter hoge gebouw begon in februari 2006 en het zal worden opgeleverd in 2012. Het gebouw telt 73 verdiepingen en zal het hoogste gebouw ter wereld worden dat 90° draait om zijn eigen as.
De toren draait net zo om zijn as als de Turning Torso in Malmö, Zweden, alleen is de Cayan Tower hoger. Elke verdieping draait met 1,2° om de volledige 90° spiraal te vormen. Het gebouw zal woningen bevatten, alsmede conferentiezalen, tennisbanen, zwembaden, een fitnessruimte, een verpleegzaal en een spa.

## Overstroming
De constructie van het gebouw werd voor anderhalf jaar stopgezet omdat de wand die het water van Dubai Marina moest tegenhouden het begaf, waardoor de werkplaats onder water liep.
Tegen het einde van 2008 werd de constructie hervat en men verwacht dat de toren in 2012 opgeleverd wordt.